# ألان غرين (لاعب كريكت)
ألان غرين (28 مايو 1960 - )  (بالإنجليزية: Allan Green)‏ هو لاعب كريكت بريطاني.